# Hans Hermannstädter
Hans Hermannstädter (ur. 2 lutego 1918 w Cristian, zm. 30 grudnia 2006 w Augsburgu) – rumuński piłkarz ręczny. Uczestnik Igrzysk Olimpijskich w 1936 w Berlinie. Na igrzyskach zagrał w meczu z Austrią